# Langues môn-khmer septentrionales
Les langues môn-khmer septentrionales sont un rameau de la branche môn-khmer des langues austroasiatiques, parlées au Bangladesh, en Birmanie, en Chine, en Inde, en Thaïlande et au Viêt Nam.

## Classification

Carte des langues austroasiatiques

Au nombre de 40, elles se répartissent comme suit :
- Langues khasiques :
  - Khasi (Inde);
  - Lyngngam (en) (Inde);
  - Pnar (en) (Inde);
  - War-jaintia (en) (Bangladesh).
- Langues khmuiques (13) : 
  - Sous-groupe khao (2 langues, Laos, Viêt Nam)
  - Sous-groupe mal-khmu' (7 langues, Laos, Thaïlande, Viêt Nam)
  - Mlabri (Thaïlande)
  - Sous-groupe xinh mul (3 langues)
- Mang (Viêt Nam)
- Langues palaungiques (22 langues)
  - Awa (Chine)
  - Sous-groupe palaungique oriental (15 langues, Birmanie, Chine, Laos, Thaïlande)
  - Sous-groupe palaungique occidental (6 langues, Birmanie)